# Strigeidae
Die Strigeidae sind eine Familie der Saugwürmer mit 7 Gattungen. Sie parasitieren vor allem im Dünndarm und in der Bursa Fabricii von Vögeln, einige Arten auch bei Reptilien und Säugetieren.
Der Körper ist zumeist zweigeteilt. Der Vorderkörper ist meist kelch- oder becherförmig. Er trägt einen Mund- und einen Bauchsaugnapf und beherbergt das tribozytäre Organ. Gelegentlich können beidseits des Mundsaugnapfes Pseudosaugnäpfe ausgebildet sein. Der Hinterkörper ist zylindrisch. Der Ösophagus ist kurz, die Darmschenkel reichen bis nahezu an das Hinterende. Die Hoden liegen neben- oder hintereinander und hinter dem Ovar. Ein Zirrusbeutel ist nicht ausgebildet. Die Geschlechtsöffnung liegt nahe dem Hinterende in einem deutlich ausgebildeten Genitalraum. Die Dotterstöcke liegen seitlich, der Uterus ist kurz und enthält große Eier. Das Ausscheidungsorgan ist netzförmig.

## Gattungen
- Apatemon Szidat, 1928[2]
- Apharyngostrigea Ciurea, 1927[3]
- Cardiocephaloides Sudarikov, 1959[4]
- Cotylurus Szidat, 1928[2]
- Ichthyocotylurus Odening, 1969[5]
- Parastrigea Szidat, 1928[2]
- Schwartzitrema Pérez Vigueras, 1941[6]